# Rolf Joseph
Rolf Joseph (* 11. Dezember 1920 in Berlin-Kreuzberg; † 28. November 2012 in Berlin-Charlottenburg) war ein Verfolgter des Naziregimes und Zeitzeuge. 

## Leben
Joseph stammte aus einer religiösen jüdischen Familie. Er wurde als Sohn des Textilverkäufers Hermann Joseph und seiner Frau Recha in Berlin-Kreuzberg geboren. Er beendete die Schule mit vierzehn Jahren und machte eine Tischlerlehre. Nach Zwangsarbeit bei der IG Farben in Lichtenberg konnte er mithilfe eines Tischlermeisters seinen Beruf wiederaufnehmen. Im Juni 1942 erlebte er, wie seine Eltern deportiert wurden. Er tauchte daraufhin ebenso wie sein Bruder Alfred (1921–2014) unter. Eine Bekannte bat die Zeitungsverkäuferin Marie Burde 1943, die Brüder aufzunehmen, was sie trotz ihrer ärmlichen Unterkunft in einer Kellerwohnung im Berliner Wedding tat. Später nahm sie auch noch zeitweise Arthur Fordanski, einen Freund Alfred Josephs, auf.
Nachdem das Haus in der Tegeler Straße 13 im Herbst 1943 durch einen Bombenangriff zerstört worden war, brachte Burde die drei Männer in Schönow bei Bernau in einer Laube unter, die sie dort besaß. Rolf Joseph wurde eines Tages bei einer Straßenkontrolle verhaftet, konnte aber einem Transport nach Auschwitz entkommen und zu Marie Burde zurückkehren. Er blieb dort bis zur Befreiung durch den Einmarsch der Roten Armee im April 1945.
Sein Bruder Alfred wurde im August 1944 in Berlin aufgespürt und ins KZ Sachsenhausen und von dort nach Bergen-Belsen gebracht. Er überlebte die Lager und kam nach dem Krieg wieder mit seinem Bruder zusammen. Gemeinsam unterstützten sie später Marie Burde, die nach dem Krieg in Ostberlin lebte, wo sie 1963 starb.
Rolf Joseph wurde 1983 nach 28 Jahren Arbeit als Betriebsleiter bei der Deutschen Waggon- und Maschinenfabrik am Eichborndamm pensioniert. Seitdem besuchte er regelmäßig Schulen und erzählte den Jugendlichen seine persönliche Überlebensgeschichte und auch seine Erinnerungen an Marie Burde. Für sein Engagement wurde ihm 2002 das Bundesverdienstkreuz verliehen. Er war auch als Beter der Synagoge Pestalozzistraße tätig. 
Joseph heiratete nach dem Krieg Lydia, eine deutsche Jüdin, die das KZ Auschwitz überlebt hatte. Von seiner Familie war außer Alfred niemand am Leben geblieben. 1991 starb Lydia Joseph bei einem Autounfall. Er heiratete ein zweites Mal und lebte mit seiner Ehefrau Ursel Sikora in Berlin-Charlottenburg. Rolf Joseph verstarb am 28. November 2012 in Berlin.

## Erinnerung
In Zusammenarbeit mit der „Jugend schreibt“-Seite der Frankfurter Allgemeinen Zeitung prämiert seit 2014 die Joseph-Gruppe e.V. in Gedenken an Rolf Joseph mit dem Rolf-Joseph-Preis die besten Einsendungen zum Thema „Jüdisches Leben damals und heute“.